# Tumbas de la dinastía Ming

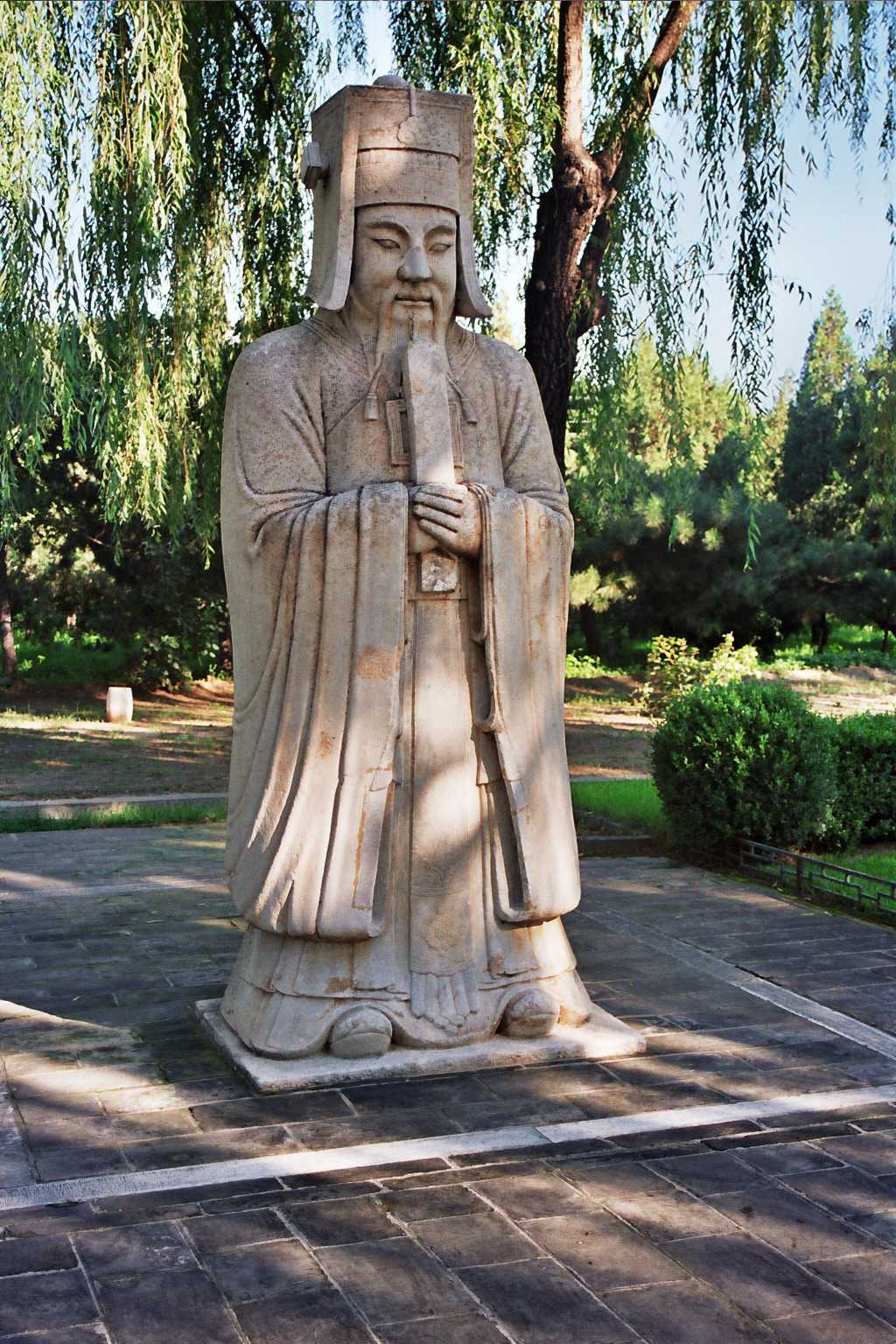
Estatua en el Camino Sagrado.

Las Tumbas de la dinastía Ming o Tumbas Ming están situadas a unos 50 kilómetros de Pekín, en la República Popular China. En ellas están enterrados trece emperadores de la dinastía Ming así como 23 emperatrices, cortesanos y concubinas de la corte. 
Se trata en realidad de una necrópolis que ocupa una extensión de más de 40 km². El conjunto está situado en un valle, al sur de la montaña Tianshou. Las tumbas se construyeron entre los años 1409 y 1609. En julio de 2000 fueron declaradas como Patrimonio de la Humanidad por la Unesco, sufriendo ampliaciones del área protegida en los años 2003 y 2004. Con una zona de protección de 338'34 ha y una zona de respeto de 2.365'04 ha.
Durante el periodo de la dinastía Ming existía la creencia de que, una vez muerta, una persona seguía teniendo las mismas necesidades que cuando estaba viva. Por eso las tumbas están construidas como si se tratara de palacios, siguiendo las reglas de construcción marcadas por el Feng Shui. En las tumbas se han encontrado más de 3000 objetos diversos, muchos de ellos de uso cotidiano como vestidos de seda o adornos fabricados en oro, plata o jade. 
Aunque cada emperador diseñaba su propio mausoleo, todas las tumbas tienen unas características estructurales comunes. Constan de tres partes distintas: la primera comprende los edificios destinados a realizar los sacrificios; después la torre de las estelas funerarias; finalmente el sepulcro, realizado bajo tierra y que quedaba sellado después del funeral. 
De entre los trece mausoleos sobresale el del emperador Zhu Yijun. Fue la primera que se desenterró en el año 1957. No fue saqueada por los ladrones, así que en su interior se encontraron numerosos objetos. La tumba está compuesta por cuatro construcciones de entre las que destaca el Sepulcro Subterráneo, una construcción que ocupa 1.195 m² y que, a su vez, está formada por cinco palacios construidos en piedra. La construcción se encuentra a 27 metros bajo el nivel del suelo.
La mayor tumba de todo el conjunto funerario pertenece al emperador Yongle. En ella, además del emperador, está enterrada la emperatriz Ren Xiaoxi. A unos dos kilómetros de esta tumba se encuentran las sepulturas de 16 concubinas suyas que fueron elegidas para acompañar al emperador en su último viaje.
La entrada a las tumbas se realiza a través del camino sagrado, un paseo de 6,4 km rodeado de 12 esculturas realizadas en mármol en el siglo XVI. Estas estatuas representan a la guardia de honor del emperador. De ahí se accede a la Avenida de los Animales en la que se pueden observar figuras de animales, reales o fantásticos, realizadas también en mármol.
Al inicio del camino se puede observar una estela de 9 metros de altura del emperador Hongxi. A los pies de la estela se encuentra la figura de una tortuga, símbolo de la longevidad. El camino finaliza en la Puerta del Dragón y el Fénix, realizada en mármol blanco y con una serie de bajorrelieves en su base.

## Disposición

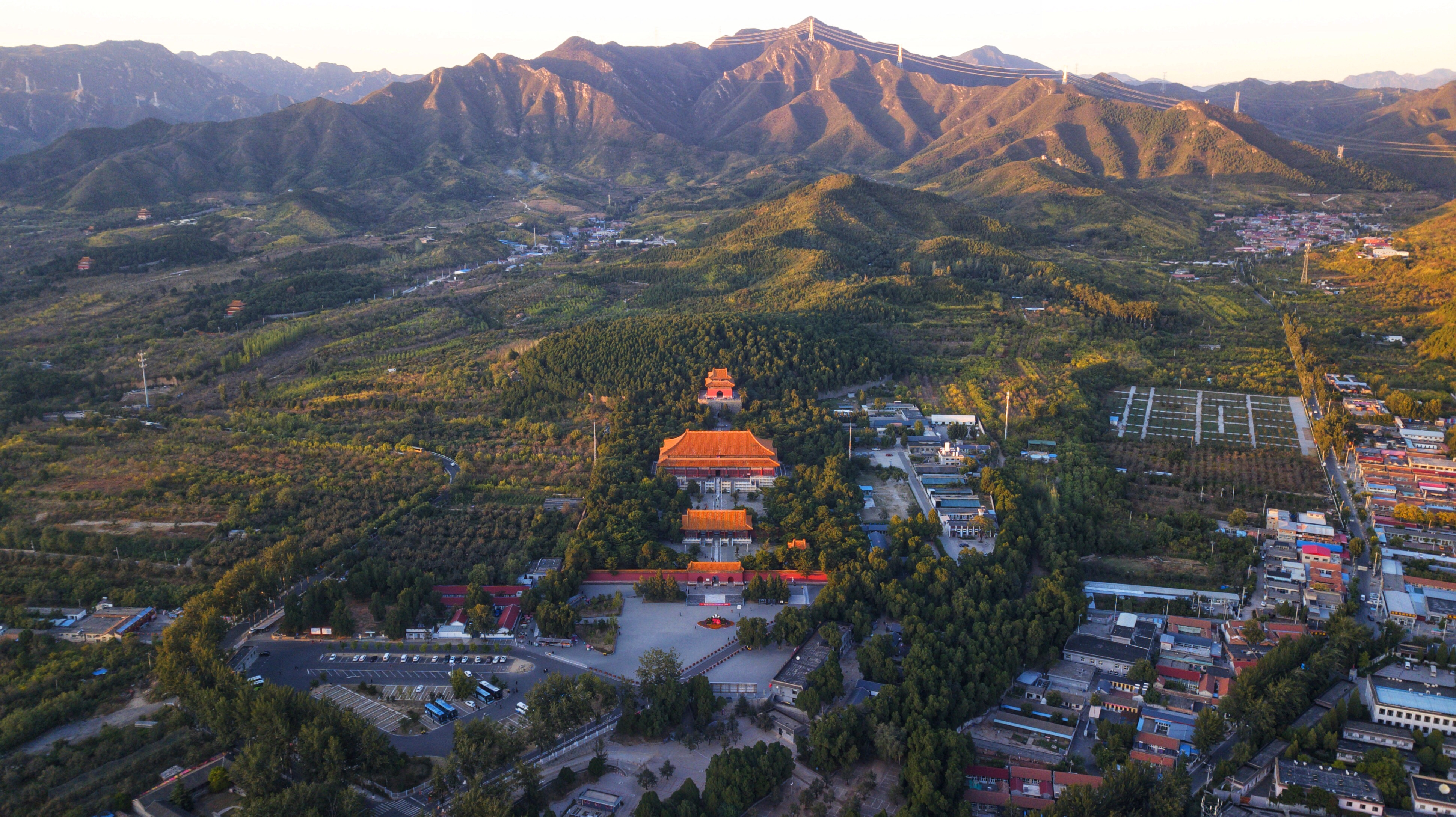
Una vista general del Mausoleo de Changling

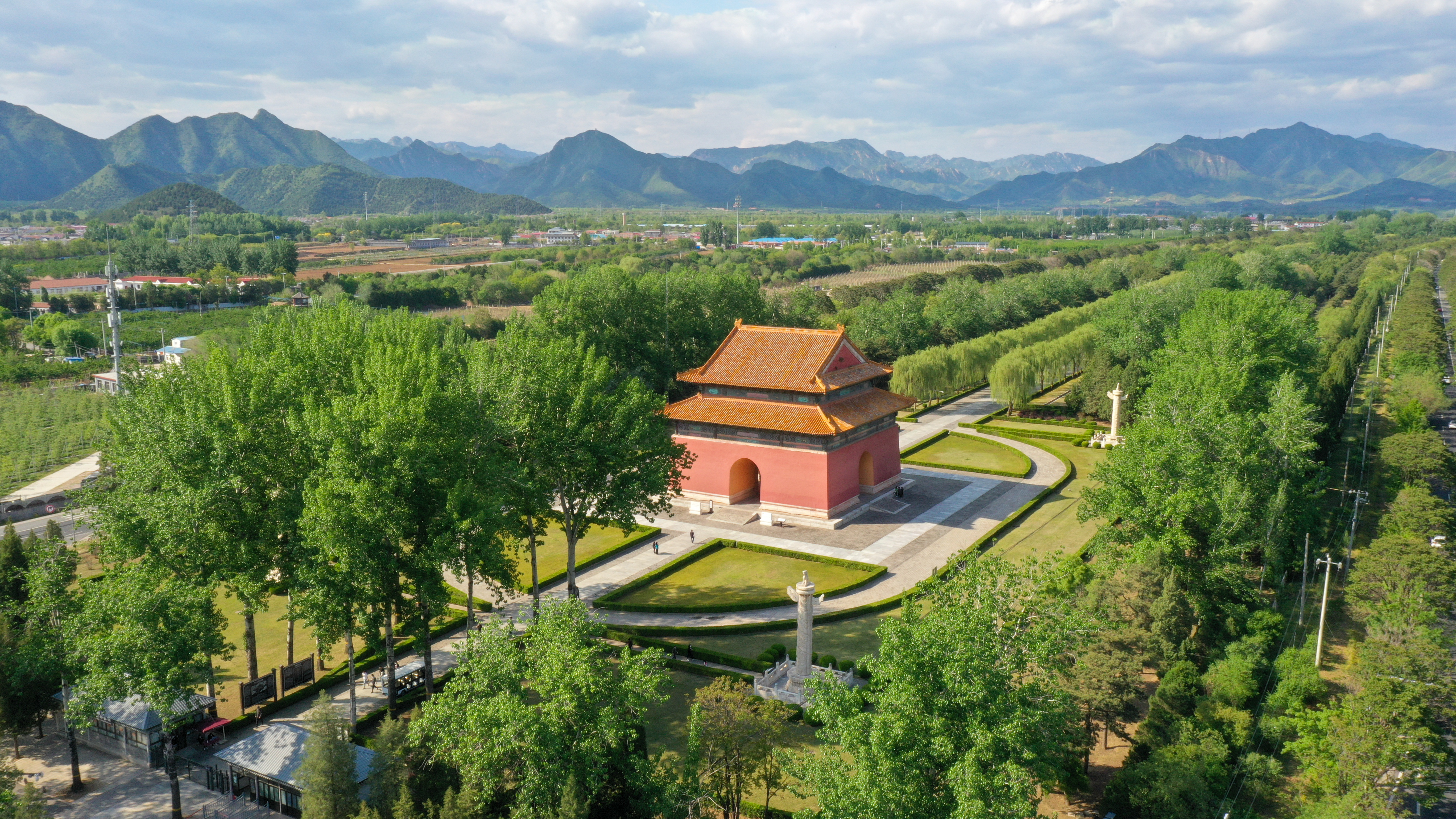
El paso del camino del espíritu a través del pabellón del emperador.

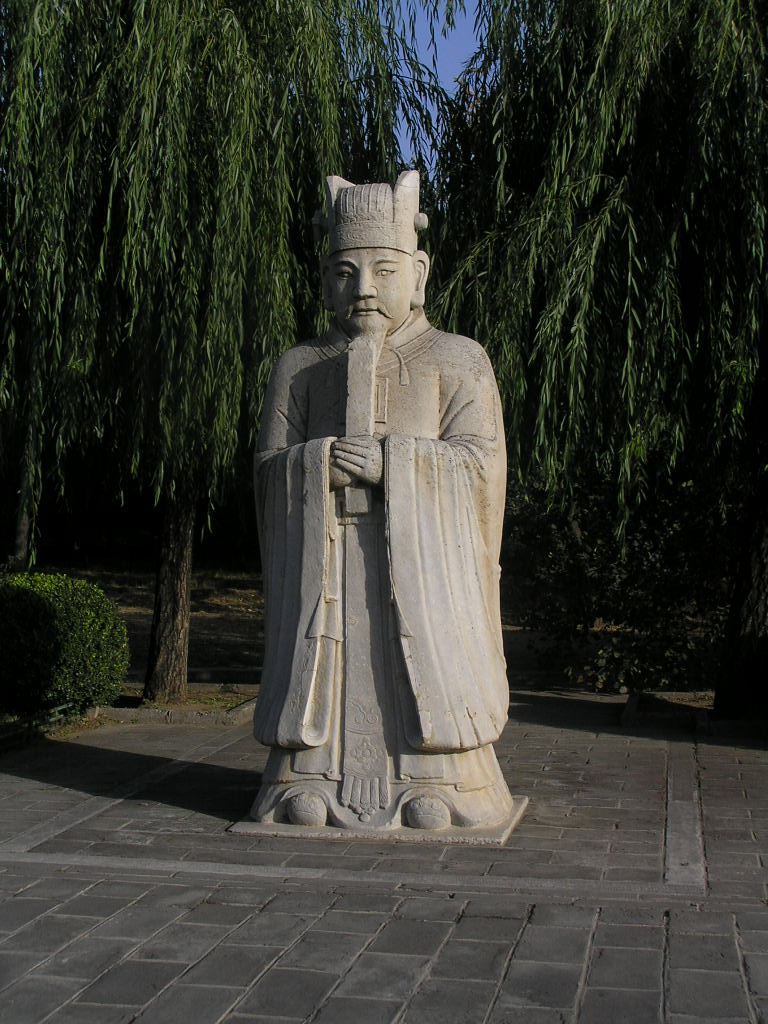
Estatua en el camino de las almas, en el recinto de las tumbas Ming.

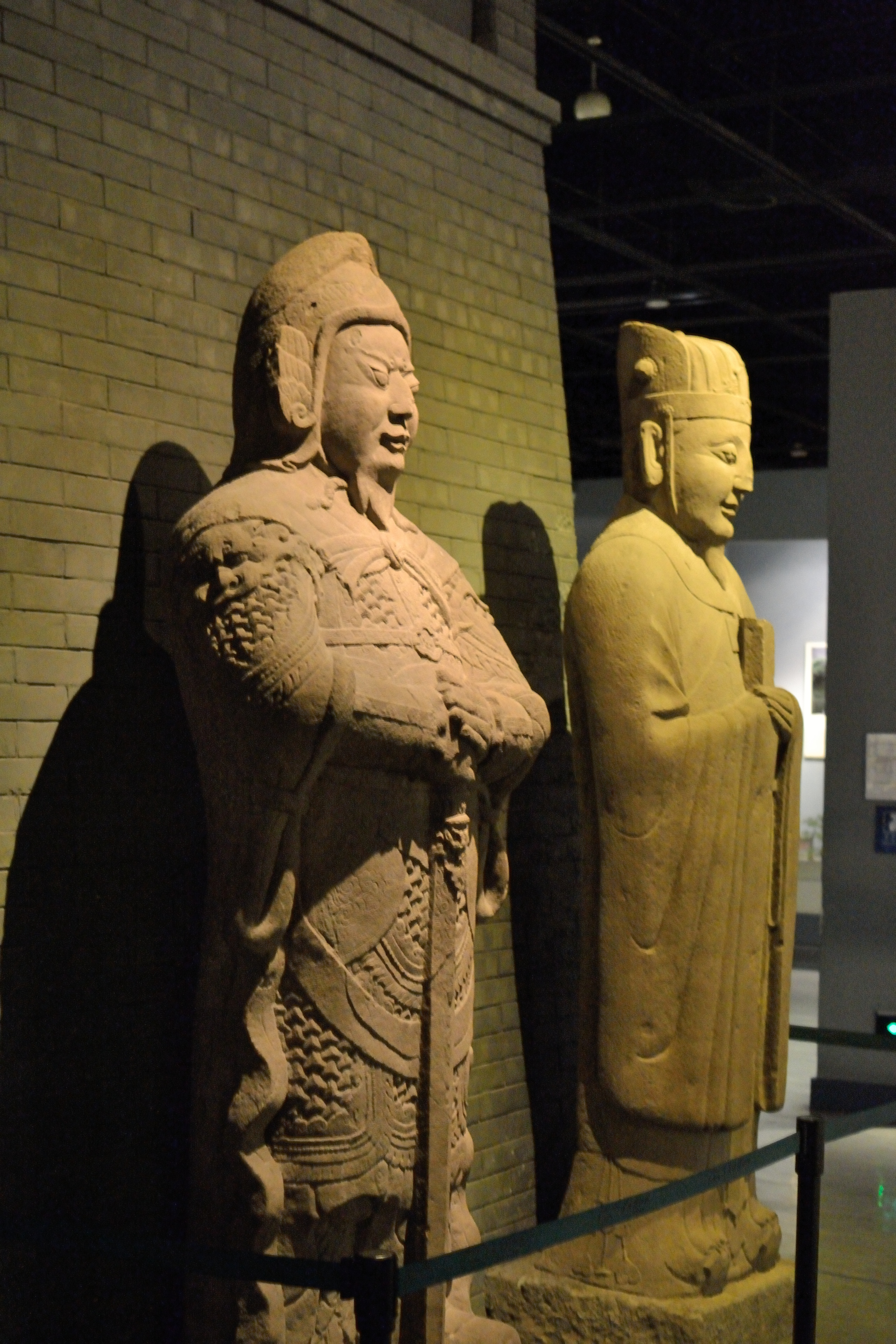
Estatuas de un guerrero y un funcionario en las tumbas, periodo Ming.

El emplazamiento de las tumbas imperiales de la dinastía Ming se elegía cuidadosamente según los principios del Feng Shui (geomancia). Según éstos, los malos espíritus y los vientos malignos que descienden del Norte deben ser desviados; por lo tanto, se seleccionó una zona de valle en forma de arco al pie de las Montañas Jundu, al norte de Pekín. Esta zona de 40 kilómetros cuadrados -encerrada por las montañas en un valle prístino y tranquilo, lleno de tierra oscura, agua tranquila y otras necesidades según el Feng Shui- se convertiría en la necrópolis de la dinastía Ming.
Un camino 7 kilómetros (4,3 mi) llamado el "Camino del Espíritu" () conduce al complejo, bordeado de estatuas de animales guardianes y funcionarios, con una puerta frontal de tres arcos, pintada de rojo, y llamada la "Gran Puerta Roja". La Vía del Espíritu, o Vía Sagrada, comienza con un enorme arco conmemorativo de piedra situado en la parte delantera de la zona. Construido en 1540, durante la dinastía Ming, este arco es uno de los mayores arcos de piedra de la China actual.
Más adelante, se puede ver el Pabellón de Estelas de Shengong Shengde; en su interior, hay una estatua de piedra de 50 toneladas de un Bixi que lleva una lápida conmemorativa. En cada esquina del pabellón de estelas hay cuatro Huabiao (pilares de gloria) de mármol blanco. En la cima de cada pilar hay una bestia mítica. Cada lado del camino está flanqueado por dos pilares cuya superficie está tallada con el diseño de una nube, y la parte superior tiene forma de cilindro redondeado. El camino lleva a 18 pares de estatuas de piedra de animales míticos, todas ellas esculpidas en piedras enteras y de tamaño superior al natural, que conducen a una puerta de tres arcos conocida como la Puerta del Dragón y el Fénix.
En la actualidad, sólo tres tumbas están abiertas al público. No se han realizado excavaciones desde 1989, pero han circulado planes de nuevas investigaciones arqueológicas y de apertura de tumbas. Pueden verse en Google Earth: Changling, la mayor (40°18′5.16″N 116°14′35.45″E / 40.3014333, 116.2431806; Dingling, cuyo palacio subterráneo ha sido excavado (40°17′42.43″N 116°12′58.53″E / 40.2951194, 116.2162583); y Zhaoling.
Las tumbas Ming fueron incluidas en la lista de UNESCO Patrimonio de la Humanidad en agosto de 2003. Fueron incluidas junto con otras tumbas bajo la denominación de "Tumbas imperiales de las dinastías Ming y Qing".

Resumen en acuarela de las tumbas Ming.

## Ruta de la procesión
Una ruta de procesión de aproximadamente 7 km de largo conduce desde la parte sur de las Tumbas Ming hacia Changling. La ruta procesional comienza con una puerta de piedra grande y muy detallada con cinco entradas que conducen directamente a Changling y al pico más alto de la montaña Tianshou. Un poco más de un kilómetro después de la puerta de piedra sigue la Gran Puerta Roja con tres pasadizos, que es la entrada principal a las Tumbas Ming. Continuando a través de la Gran Puerta Roja, llegará al Pabellón de la Estela, que es un edificio de pabellón que contiene una estela alta llevada por una tortuga de piedra. Tras el Pabellón de las Estelas llega la parte más característica del recorrido procesional donde el recorrido está bordeado por 30 estatuas de piedra de dragones, leones, camellos, elefantes, caballos, generales y oficiales. Finalmente, la ruta procesional pasa por un puente de piedra, pero siete puentes semicirculares se extienden antes de que la ruta continúe hacia Changling.

## Excavación e inauguración de Dingling
Dingling ( chino :定陵; pinyin : Dìng Lìng ; lit.: "Tumba de la estabilidad"), una de las tumbas de las Trece Tumbas de la dinastía Ming, fue el lugar de descanso del emperador Wanli, su concubina imperial y madre del emperador Taichung. Dingling es la primera tumba imperial en China abierta y excavada oficialmente por las autoridades chinas. También sigue siendo la única tumba imperial intacta, de cualquier época, que ha sido excavada desde la fundación de la República Popular China, una situación casi como resultado directo del destino que corrió Dingling y el contenido de su lugar de descanso después de la excavación. Hay otras tumbas imperiales que han sido excavadas, pero inicialmente fueron abiertas por asaltantes de tumbas y luego excavadas formalmente. A partir de mayo de 1956 y durante un año, se excavó Dingling y se encontraron más de 3000 objetos en el palacio subterráneo. Los objetos eran principalmente tesoros artísticos de oro, plata, jade y porcelana. También se encontró ropa imperial, que proporciona información valiosa sobre los ritos funerarios de la dinastía Ming. En 1959, el palacio subterráneo se abrió al público.
La excavación de Dingling ha sido criticada por no haber sido tan planificada y estructurada como se afirma oficialmente. Hay dudas sobre si se aprobó formalmente la apertura de la fosa. Además, se ha criticado el manejo de los hallazgos. Sobre todo, se critica la forma en que se manipulaban los restos imperiales y otros materiales orgánicos como ataúdes de madera y ropa. Gran parte de la materia orgánica se destruyó después de haber estado expuesta a la humedad. Los restos de los ataúdes de madera fueron desechados después de que se produjeran réplicas y los esqueletos imperiales fueran quemados en 1966 por la Guardia Roja durante el inicio de la Revolución Cultural. La excavación fallida de Dingling se ha utilizado como argumento en contra de la apertura de otros mausoleos imperiales como Qianling.de la dinastía Tang y el mausoleo del primer emperador Qin Shi Huangdi.
La excavación de Dingling comenzó en 1956, después de que un grupo de destacados eruditos encabezados por Guo Moruo y Wu Han comenzaran a abogar por la excavación de Changling, la tumba del Emperador de la Selva, la más grande y antigua de las tumbas Ming cerca de Beijing. A pesar de la aprobación del primer ministro Zhou Enlai , los arqueólogos vetaron el plan debido a la importancia y el perfil público de Changling. En cambio, Dingling, la tercera tumba Ming más grande, fue elegida como sitio de prueba en preparación para la excavación de Changling. Las excavaciones se completaron en 1957 y el museo se fundó en 1959.
Las excavaciones revelaron una tumba intacta con miles de objetos hechos de seda, textiles, madera y porcelana, y los esqueletos del emperador Wanli y sus dos emperatrices. Sin embargo, no había ni la tecnología ni los recursos para preservar adecuadamente los artefactos excavados. Después de varios experimentos desastrosos, una gran cantidad de seda y otros textiles simplemente se almacenaron en un fregadero sujeto a corrientes de aire y humedad por filtración. Como resultado, la mayoría de los artefactos que sobreviven en la actualidad están gravemente dañados y, en cambio, muchas réplicas se exhiben en los museos. Además, el impulso político detrás de la excavación creó presión para terminar la excavación rápidamente; la prisa resultó en un registro deficiente de la excavación.
Un problema mucho más serio pronto se presentó en el proyecto cuando el país se vio envuelto en una serie de movimientos políticos de masas que rápidamente se convirtieron en la Revolución Cultural de 1966. Durante los siguientes diez años, todo el trabajo arqueológico se detuvo. Wu Han, uno de los principales defensores del proyecto, se convirtió en el primer objetivo importante de la Revolución Cultural, fue condenado y murió en prisión en 1969. Los apasionados Guardias Rojos irrumpieron en el Museo Dingling y arrastraron los restos del Emperador y la Emperatriz Wanli hasta el frente de la tumba, donde fueron "denunciados" y quemados póstumamente. Muchos otros artefactos también fueron destruidos.

## Lista de los mausoleos de las tumbas Ming

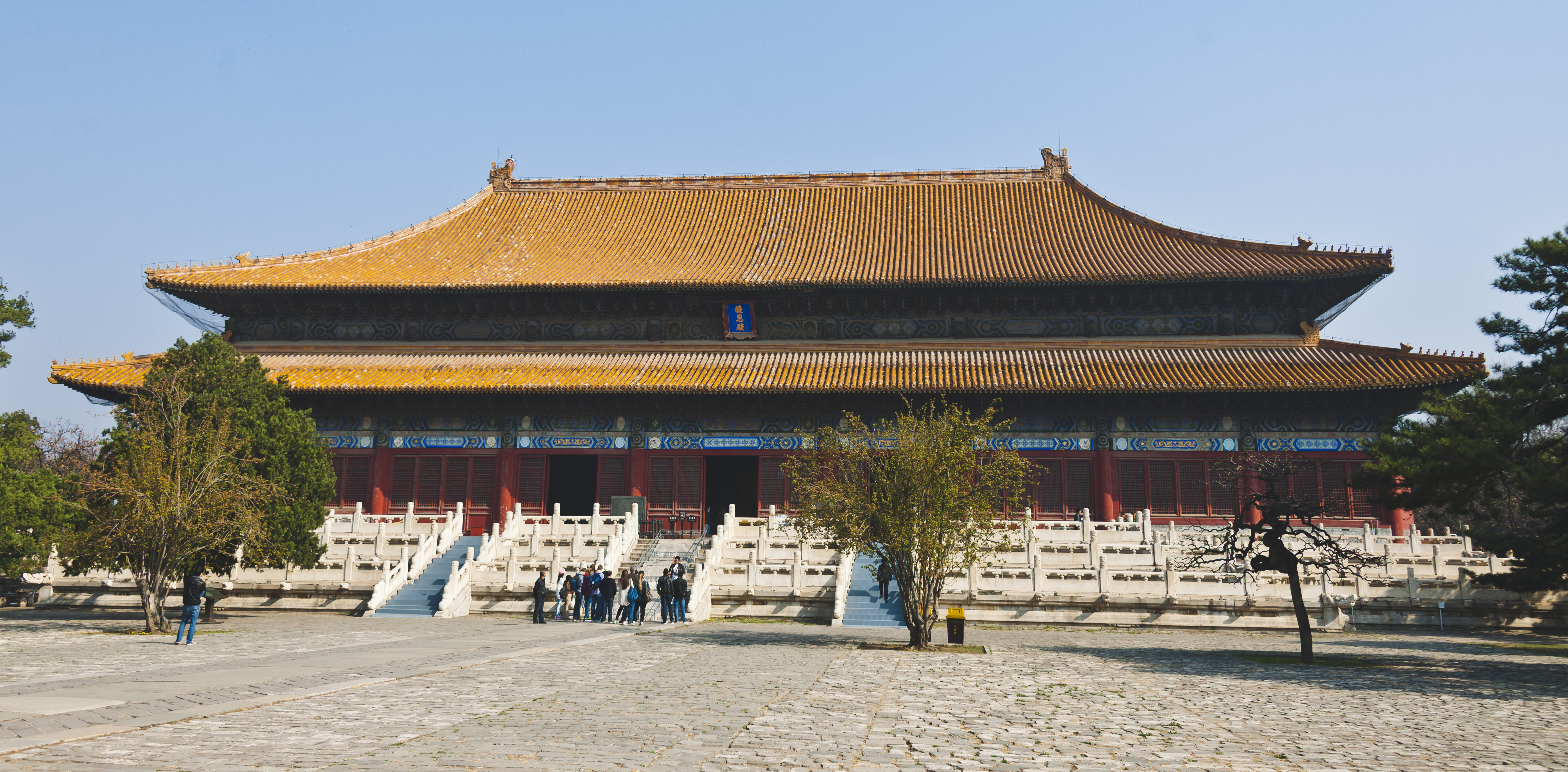
Palacio Ling'en Changling.

### Tumbas Ming de los Emperadores
| Mausoleo1 | Enterrado(s)1                                                         | Construcción1 | Posición1                                  | Nota1 |
| --- | --------------------------------------------------------------------- | ------------- | ------------------------------------------ | --- |
| Changling | Emperador Yongle Emperatriz Xu 16 concubinas                          | 1409–1427     | 40°18′00″N 116°14′35″E / 40.2999, 116.2431 | Abierto a los turistas La mayor de las tumbas Ming                                                          |
| Xianling | Emperador Hongxi Emperatriz Zhang 5 concubinas                        | 1425          | 40°18′18″N 116°14′14″E / 40.3049, 116.2372 | |
| Jingling | Emperador Xuande Emperatriz Sun 10 concubinas                         | 1435–1463     | 40°17′55″N 116°15′05″E / 40.2986, 116.2514 | La más pequeña de las tumbas Ming                                                                           |
| Yuling | Emperador Zhengtong Emperatriz Qian Emperatriz Zhou                   | 1464          | 40°18′49″N 116°13′54″E / 40.3137, 116.2317 | |
| Maoling | Emperador Chenghua Emperatriz Wang Emperatriz Ji Emperatriz Shao      | 1487–1488     | 40°18′51″N 116°13′35″E / 40.3143, 116.2264 | |
| Tailing | Emperador Hongzhi Emperatriz Zhang                                    | 1505–1506     | 40°19′24″N 116°13′00″E / 40.3232, 116.2168 | |
| Kangling | Emperador Zhengde Emperatriz Xia                                      | 1521–1522     | 40°19′09″N 116°12′16″E / 40.3191, 116.2045 | |
| Yongling | Emperador Jiajing Emperatriz Fang Emperatriz Du Emperatriz Chen       | 1536–1543     | 40°17′18″N 116°15′02″E / 40.2883, 116.2505 | |
| Zhaoling | Emperador Longqing Emperatriz Li(I) Emperatriz Chen Emperatriz Li(II) | ?–1573        | 40°17′26″N 116°12′40″E / 40.2906, 116.2110 | Abierta a los turistas Ha sido ampliamente renovada                                                         |
| Dingling | Emperador Wanli Emperatriz Wang(I) Emperatriz Wang(II)                | 1584–1590     | 40°17′40″N 116°13′01″E / 40.2945, 116.2170 | Abierta a los turistas El palacio subterráneo ha sido excavado desde 1956 Incendiado por Li Zicheng en 1644 |
| Qingling | Emperador Taichang Emperatriz Guo Emperatriz Wang Emperatriz Liu      | 1621–1626     | 40°18′30″N 116°14′00″E / 40.3082, 116.2333 | |
| Deling | Emperador Tianqi Emperatriz Zhang                                     | 1627–1632     | 40°17′18″N 116°15′33″E / 40.2882, 116.2591 | |
| Siling | Emperador Chongzhen Emperatriz Zhou                                   | 1644–1660     | 40°16′08″N 116°11′31″E / 40.2688, 116.1920 | La tumba fue construida por la dinastía Qing La tumba fue originalmente para la noble concubina Tian        |
| 1 Donde no se indique lo contrario, Fuente: Yonglin Wang (2011). Thirteen Imperial Tombs of the Ming Dynasty. Foreign Languages Press. ISBN 978-7-119-06755-1. |                                                                       |               |                                            | |

### Tumbas satélite de las tumbas Ming
| Mausoleo1 | Enterrado1                                                                          | Posición1 | Posición1                                  | Nota1                                                                     | Mapa |
| --- | ----------------------------------------------------------------------------------- | --------- | ------------------------------------------ | ------------------------------------------------------------------------- | ---- |
| Pozo del este | Concubinas del Emperador Yongle                                                     | 1         | 40°17′06″N 116°15′21″E / 40.2851, 116.2559 | Estaban ubicadas originalmente al este y al oeste de Changling.           |      |
| Pozo occidental | Concubinas del Emperador Yongle                                                     | 2         | 40°17′40″N 116°12′42″E / 40.2944, 116.2118 | Estaban ubicadas originalmente al este y al oeste de Changling.           |      |
| Tumba de la noble concubina Wan | Concubina Wan del Wan, la concubina del emperador Chenghua                          | 3         | 40°16′57″N 116°11′57″E / 40.2824, 116.1993 | La tumba está parcialmente cubierta de edificios.                         |      |
| La tumba de Dao | Concubinas del emperador Jiajing Shen, Wen y Lu                                     | 4         | 40°16′17″N 116°11′17″E / 40.2715, 116.1881 | Originalmente, la tumba estaba destinada a la emperatriz Chen de Jiajing. |      |
| Tumba del príncipe y la concubina del emperador Jiajing                                                                                                | Los dos príncipes del emperador Jiajing Las cuatro concubinas del emperador Jiajing | 5         | 40°16′22″N 116°11′19″E / 40.2728, 116.1885 |                                                                           |      |
| Tumba de la concubina de Xians | Zheng, la concubina del emperador Jiajing                                           | 6         | 40°16′29″N 116°11′24″E / 40.2746, 116.1899 |                                                                           |      |
| Tumba de la concubina del emperador Wanli | Las cinco concubinas del emperador Wanli                                            | 7         | 40°16′33″N 116°11′34″E / 40.2757, 116.1929 | La tumba de concubina más grande.                                         |      |
| Tumba de Wang Cheng'en | El eunuco Wang Cheng'en                                                             | 8         | 40°16′02″N 116°11′31″E / 40.2671, 116.1919 | Wang Cheng'en se suicidó junto con el emperador Chongzhen en 1644.        |      |
| 1 Donde no se indique lo contrario: Yonglin Wang (2011). Thirteen Imperial Tombs of the Ming Dynasty. Foreign Languages Press. ISBN 978-7-119-06755-1. |                                                                                     |           |                                            |                                                                           |      |